# Lago Conventer
El lago Conventer (en alemán: Conventersee) es un lago situado en el distrito de Rostock —junto a la costa del mar Báltico—, en el estado de Mecklemburgo-Pomerania Occidental (Alemania), a una altitud de -0.1 metros; tiene un área de 91 hectáreas.